# Indianapolis 500 in 1955
De Indianapolis 500 1955 werd gehouden op 30 mei op het circuit van Indianapolis. Het was de derde race van het seizoen. Het was ook een race die deel uitmaakte van het wereldkampioenschap Formule 1 in 1955.

## Uitslag
| Pos. | Grid | Nr. | Coureur                      | Constructeur             | Kwalificatie (mijl / uur) | Rangschikking | Rondes | Leiding | Tijd / Oorzaak uitval | Punten |
| ---- | ---- | --- | ---------------------------- | ------------------------ | ------------------------- | ------------- | ------ | ------- | --------------------- | ------ |
| 1    | 14   | 6   | Bob Sweikert                 | Kurtis Kraft-Offenhauser | 139,99                    | 11            | 200    | 86      | 3:53:59.53            | 8      |
| 2    | 2    | 10  | Tony Bettenhausen Paul Russo | Kurtis Kraft-Offenhauser | 139,98                    | 13            | 200    | 0       | +2:43.56              | 3      |
| 3    | 10   | 15  | Jimmy Davies                 | Kurtis Kraft-Offenhauser | 140,27                    | 5             | 200    | 0       | +3:32.36              | 4      |
| 4    | 33   | 44  | Johnny Thomson               | Kuzma-Offenhauser        | 134,11                    | 33            | 200    | 0       | +3:38.91              | 3      |
| 5    | 7    | 77  | Walt Faulkner Bill Homeier   | Kurtis Kraft-Offenhauser | 139,76                    | 16            | 200    | 0       | +5:17.17              | 1      |
| 6    | 8    | 19  | Andy Linden                  | Kurtis Kraft-Offenhauser | 139,09                    | 22            | 200    | 0       | +5:57.94              |        |
| 7    | 16   | 71  | Al Herman                    | Kurtis Kraft-Offenhauser | 139,81                    | 15            | 200    | 0       | +6:24.24              |        |
| 8    | 19   | 29  | Pat O'Connor                 | Kurtis Kraft-Offenhauser | 139,19                    | 21            | 200    | 0       | +6:41.60              |        |
| 9    | 17   | 48  | Jimmy Daywalt                | Kurtis Kraft-Offenhauser | 139,41                    | 18            | 200    | 0       | +7:09.81              |        |
| 10   | 12   | 89  | Pat Flaherty                 | Kurtis Kraft-Offenhauser | 140,14                    | 7             | 200    | 0       | +7:46.54              |        |
| 11   | 18   | 98  | Duane Carter                 | Kuzma-Offenhauser        | 139,33                    | 19            | 197    | 0       | +3 Rondes             |        |
| 12   | 25   | 41  | Chuck Weyant                 | Kurtis Kraft-Offenhauser | 138,06                    | 25            | 196    | 0       | +4 Rondes             |        |
| 13   | 32   | 83  | Eddie Johnson                | Trevis-Offenhauser       | 134,44                    | 32            | 196    | 0       | +4 Rondes             |        |
| 14   | 20   | 33  | Jim Rathmann                 | Epperly-Offenhauser      | 138,70                    | 24            | 191    | 0       | +9 Rondes             |        |
| 15   | 21   | 12  | Don Freeland                 | Phillips-Offenhauser     | 139,86                    | 14            | 178    | 3       | Transmissie           |        |
| 16   | 9    | 22  | Cal Niday                    | Kurtis Kraft-Offenhauser | 140,30                    | 4             | 170    | 0       | Ongeluk               |        |
| 17   | 24   | 99  | Art Cross                    | Kurtis Kraft-Offenhauser | 138,75                    | 23            | 168    | 24      | Motor                 |        |
| 18   | 31   | 81  | Shorty Templeman             | Trevis-Offenhauser       | 135,01                    | 31            | 142    | 0       | Transmissie           |        |
| 19   | 6    | 8   | Sam Hanks                    | Kurtis Kraft-Offenhauser | 140,00                    | 10            | 134    | 0       | Transmissie           |        |
| 20   | 28   | 31  | Keith Andrews                | Schroeder-Offenhauser    | 136,04                    | 28            | 120    | 0       | Benzinepomp           |        |
| 21   | 27   | 16  | Johnnie Parsons              | Kurtis Kraft-Offenhauser | 136,80                    | 27            | 119    | 0       | Magneet               |        |
| 22   | 13   | 37  | Eddie Russo                  | Pawl-Offenhauser         | 140,11                    | 8             | 112    | 0       | Ontsteking            |        |
| 23   | 23   | 49  | Ray Crawford                 | Kurtis Kraft-Offenhauser | 139,20                    | 20            | 111    | 0       | Motor                 |        |
| 24   | 11   | 1   | Jimmy Bryan                  | Kuzma-Offenhauser        | 140,16                    | 6             | 90     | 1       | Benzinepomp           |        |
| 25   | 5    | 4   | Bill Vukovich                | Kurtis Kraft-Offenhauser | 141,07                    | 3             | 56     | 50      | Dodelijk Ongeluk      | 1S     |
| 26   | 3    | 3   | Jack McGrath                 | Kurtis Kraft-Offenhauser | 142,58                    | 1             | 54     | 6       | Magneet               |        |
| 27   | 22   | 42  | Al Keller                    | Kurtis Kraft-Offenhauser | 139,55                    | 17            | 54     | 0       | Ongeluk               |        |
| 28   | 30   | 27  | Rodger Ward                  | Kuzma-Offenhauser        | 135,04                    | 30            | 53     | 0       | Ongeluk               |        |
| 29   | 26   | 39  | Johnny Boyd                  | Kurtis Kraft-Offenhauser | 136,98                    | 26            | 53     | 0       | Ongeluk               |        |
| 30   | 29   | 68  | Ed Elisian                   | Kurtis Kraft-Offenhauser | 135,33                    | 29            | 53     | 0       | Opgave                |        |
| 31   | 1    | 23  | Jerry Hoyt                   | Stevens-Offenhauser      | 140,04                    | 9             | 40     | 0       | Olielek               |        |
| 32   | 4    | 14  | Fred Agabashian              | Kurtis Kraft-Offenhauser | 141,93                    | 2             | 39     | 0       | Spin                  |        |
| 33   | 15   | 5   | Jimmy Reece                  | Pankratz-Offenhauser     | 139,99                    | 12            | 10     | 0       | Motor                 |        |

## Noot
- Dit was het debuut in het Formule 1 Wereldkampioenschap voor de Amerikaanse coureurs Tony Bonadies, Elmer George, Russ Klar, Earl Motter, Jiggs Peters, Al Keller, Johnny Boyd, Keith Andrews en Shorty Templeman.
- Eerste pole position voor Jerry Hoyt.
- Eerste rondes als raceleider voor Don Freeland.
- Eerste podiumplaats voor Tony Bettenhausen, Paul Russo en Jimmy Davies.
- Eerste rondes als raceleider, podiumplaats en Grand Prix-winst voor Bob Sweikert.

Grand Prix Formule 1 van de Verenigde Staten: 1908 · 1910 · 1911 · 1912 · 1914 · 1915 · 1916 · 1959 · 1960 · 1961 · 1962 · 1963 · 1964 · 1965 · 1966 · 1967 · 1968 · 1969 · 1970 · 1971 · 1972 · 1973 · 1974 · 1975 · 1976 · 1977 · 1978 · 1979 · 1980 · 1989 · 1990 · 1991 · 2000 · 2001 · 2002 · 2003 · 2004 · 2005 · 2006 · 2007 · 2012 · 2013 · 2014 · 2015 · 2016 · 2017 · 2018 · 2019 · 2021 · 2022 · 2023 · 2024 · 2025 · 2026

Indianapolis 500: 1950 · 1951 · 1952 · 1953 · 1954 · 1955 · 1956 · 1957 · 1958 · 1959 · 1960

Grand Prix Formule 1 van de Verenigde Staten West: 1976 · 1977 · 1978 · 1979 · 1980 · 1981 · 1982 · 1983

Grand Prix Formule 1 van Las Vegas: 1981 · 1982 · 2023 · 2024 · 2025

Grand Prix Formule 1 van de Verenigde Staten Oost: 1982 · 1983 · 1984 · 1985 · 1986 · 1987 · 1988

Grand Prix Formule 1 van Dallas: 1984

Grand Prix Formule 1 van Miami: 2022 · 2023 · 2024 · 2025 · 2026 · 2027 · 2028 · 2029 · 2030 · 2031
1911 · 1912 · 1913 · 1914 · 1915 · 1916 · 1917 · 1918 · 1919 · 1920 · 1921 · 1922 · 1923 · 1924 · 1925 · 1926 · 1927 · 1928 · 1929 · 1930 · 1931 · 1932 · 1933 · 1934 · 1935 · 1936 · 1937 · 1938 · 1939 · 1940 · 1941 · 1942 · 1943 · 1944 · 1945 · 1946 · 1947 · 1948 · 1949 · 1950 · 1951 · 1952 · 1953 · 1954 · 1955 · 1956 · 1957 · 1958 · 1959 · 1960 · 1961 · 1962 · 1963 · 1964 · 1965 · 1966 · 1967 · 1968 · 1969 · 1970 · 1971 · 1972 · 1973 · 1974 · 1975 · 1976 · 1977 · 1978 · 1979 · 1980 · 1981 · 1982 · 1983 · 1984 · 1985 · 1986 · 1987 · 1988 · 1989 · 1990 · 1991 · 1992 · 1993 · 1994 · 1995 · 1996 · 1997 · 1998 · 1999 · 2000 · 2001 · 2002 · 2003 · 2004 · 2005 · 2006 · 2007 · 2008 · 2009 · 2010 · 2011 · 2012 · 2013 · 2014 · 2015 · 2016 · 2017 · 2018 · 2019 · 2020 · 2021 · 2022 · 2023 · 2024